# Westafrikanische Langschwanzspitzmaus

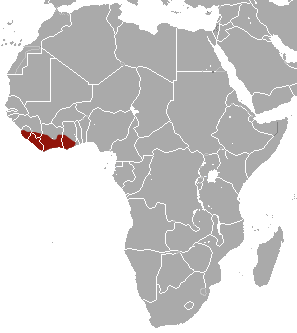
Verbreitungsgebiet der Westafrikanischen Langschwanzspitzmaus

Die Westafrikanische Langschwanzspitzmaus (Crocidura muricauda) ist ein Säugetier in der Gattung der Weißzahnspitzmäuse, das in Westafrika verbreitet ist. Die Population zählte zeitweilig zu Crocidura dolichura, die weiter östlich vorkommt.

## Merkmale
Erwachsene Exemplare sind ohne Schwanz 56 bis 66 mm lang, die Schwanzlänge beträgt 62 bis 95 mm und das Gewicht variiert zwischen 3 und 8 g. Die Art hat 12 bis 13 mm lange Hinterfüße und 8,5 bis 10 mm lange Ohren. Oberseits sind die etwa 3 mm langen Haare des weichen Fells an der Wurzel grau und an den Spitzen braun, was ein graubraunes Aussehen erzeugt. Auf dem Kopf ist das Fell ebenfalls graubraun und unterseits kommt hellgraues Fell vor. Die fleischfarbenen Vorder- und Hinterpfoten tragen nur wenige weiße Haare. Namensgebend ist der sehr lange Schwanz, der einfarbig ist und fast unsichtbare Haare trägt. Die Westafrikanische Langschwanzspitzmaus hat eine seitlich gebogene und länglich gestreckte Hirnschale. Im Gebiss sind die inneren Schneidezähne klein und der dritte Molar pro Kieferhälfte groß.

## Verbreitung und Lebensweise
Diese Spitzmaus kommt von Sierra Leone und vom südöstlichen Guinea über Liberia und die Elfenbeinküste nach Ghana vor. Sie hält sich in ursprünglichen Wäldern im Flachland auf und besucht Ackerland und Plantagen.
Die Art klettert in Bäumen und anderen Gewächsen und jagt wirbellose Tiere, die meist bis zu 10 mm lang sind. Sie frisst hauptsächlich Webspinnen, Ameisen und Echte Grillen sowie Schaben, Käfer, Schmetterlinge und im geringen Maße andere Kleintiere.

## Gefährdung
Die Abholzung der Wälder durch Forstwirtschaft oder Umwandlung in Ackerland wirkt sich negativ aus. In geeigneten Habitaten kommt die Art häufig vor. Die IUCN listet die Westafrikanische Langschwanzspitzmaus als nicht gefährdet (least concern).